# Augochlora pura
Augochlora pura är en biart som först beskrevs av Thomas Say 1837.  Augochlora pura ingår i släktet Augochlora och familjen vägbin. Inga underarter finns listade.

## Bildgalleri

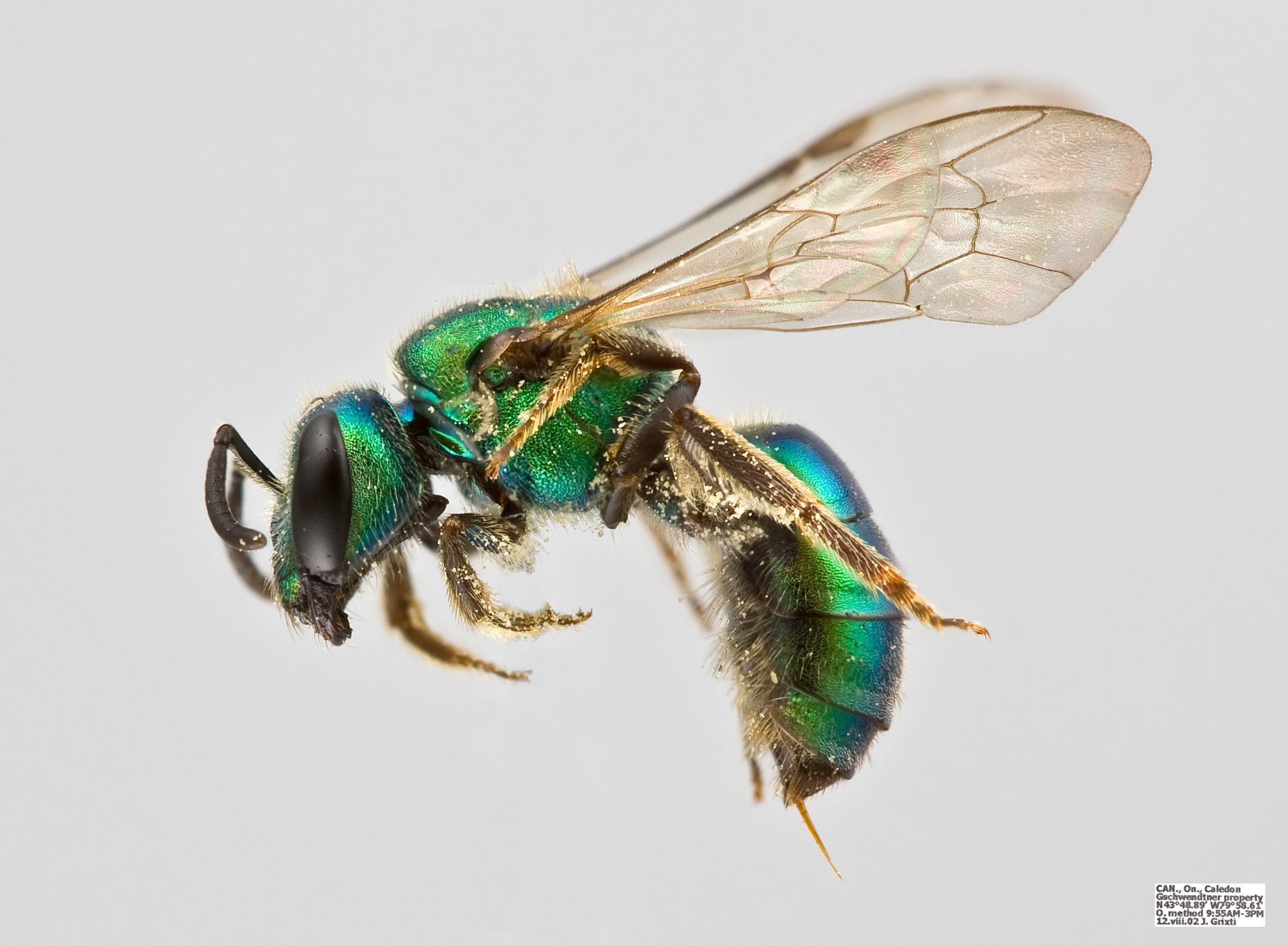
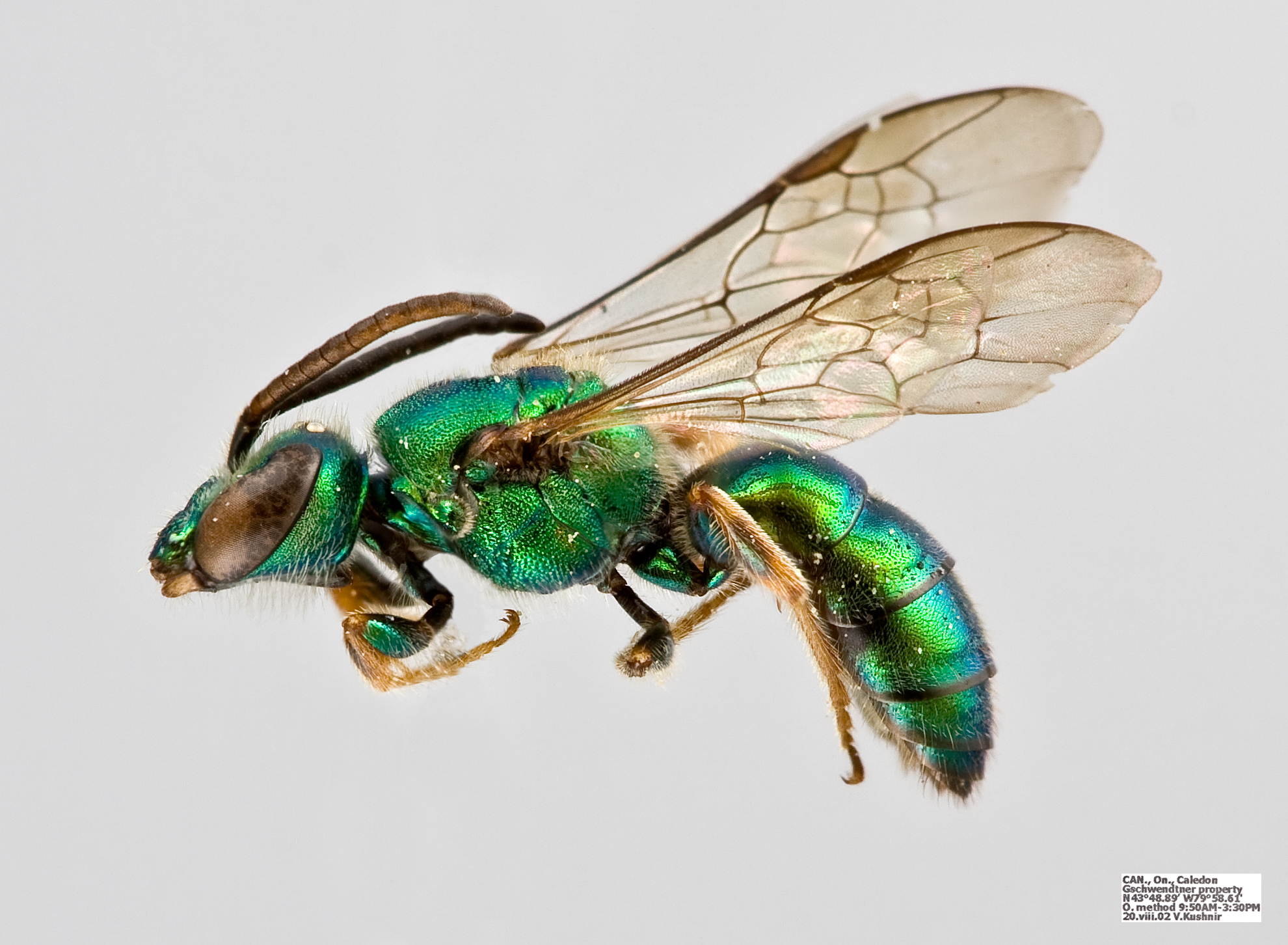
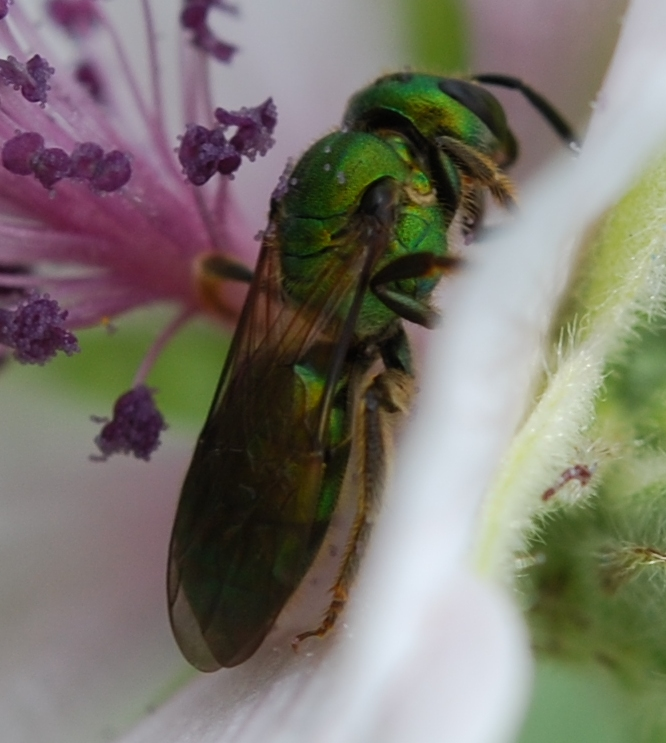